# نادي طيران القليوبية
نادى طيران القليوبية هو نادي طيران في مدينة بنها في مصر، تأسس سنة 1974م.

## نشأة النادى
تأسس نادى طيران القليوبية عام 1974 ويعتبر من أقدم نوادى الطيران في جمهورية مصر العربية، ويوجد في عاصمة محافظة القليوبية بمدينة بنها.
نوادى الطيران: مركزية أي يتم انشائها في عاصمة كل محافظة، ويجوز ان ينشأ كل نادى فروع أو مراكز له في باقى مدن واحياء المحافظة التي يوجد بها للمساهمة في نشاطه على مستوى المحافظة.

## أهدافه
- يعمل نادى طيران القليوبية على نشر الوعى الجوى وثقافة الطيران وعلومها بين أبناء المحافظة، من خلال تنظيم المسابقات الفنية والأدبية والصحفية وكذلك عقد الندوات وإلقاء المحاضرات وتنظيم المعارض المختلفة، وكذلك إصدار كتيبات عن نشأة النادى. يسمح النادي للمشاركين بممارسة هواية استخدام نماذج الطائرات وذلك بتدريب الأعضاء على النماذج الآلية الموجهة باليد واللاسلكى وكذلك النماذج الشراعية المحلية والدولية، وكذلك تهيئة وإعداد الشباب لتعلم الطيران وممارسته، وأيضا تنظيم رحلات إلى المطارات المختلفة.
نادى طيران القليوبية يتبع نادى الطيران المصري فنيا، ويتبع وزارة الطيران المدني إداريا، من خلال الإدارة العامة للثقافة الجوية، وتصرف للنادى الأعانة السنوية الإدارية والإضافية من موازنة وزارة الطيران المدني.